# Urothemis edwardsii
Urothemis edwardsii – gatunek ważki z rodziny ważkowatych (Libellulidae).